# Березники (Фурмановский район)
Березники — село в Фурмановском районе Ивановской области, входит в состав Хромцовского сельского поселения.

## География
Расположено в 8 км на северо-запад от центра поселения села Хромцово и в 14 км на запад от районного центра города Фурманов.

## История
В XVII веке по административно-территориальному делению село входило в Костромской уезд в волость Емстну. В 1628 году упоминается церковь «Михаила архангела в селе Березниках в вотчине Василья Третякова». В 1627—1631 годах «за Васильем Алексеевым Третьяковым в поместье по ввозной грамоте 1621 года за приписью дьяка Ивана Грязева, что было в поместье за отцом его Алексеем сельцо Березники, а в нём церковь Чудо архангела Михаила да место церковное, что была церковь Рождество Христово…». В марте 1706 года «выдан антиминс по благословенной грамоте в село Березники в новопостроенную церковь во имя архистратига Михаила, Владимирского уезду вотчину свят. патриарха, поп Симон взял антиминс и расписался». В августе 1734 года дана «первая патрахельная память … Нерехотцкой десятины церкви арх. Михаила, что в селе Березниках, вдовому попу Стефану Никифорову на три года».
Каменная Архангельская церковь в селе с колокольней была построена в 1803 году вместо бывшей деревянной на средства прихожан. Церковь была обнесена каменной оградой, внутри которой имелось приходское кладбище. Престолов была два: в холодной — во имя архистратига Михаила, в память чуда его, бывшего в Хонех, в теплой — в честь Казанской иконы Божией Матери.
В конце XIX — начале XX века село входило в состав Арменской волости Нерехтского уезда Костромской губернии, с 1918 года — в составе Середского уезда Иваново-Вознесенской губернии.
С 1929 года село входило в состав Марьинского сельсовета Середского района Ивановской области, с 2005 года — в составе Хромцовского сельского поселения.

## Население
| 1872 | 1897 | 1907 | 2002 | 2010 |
| ---- | ---- | ---- | ---- | ---- |
| 183  | ↘162 | ↗175 | ↘31  | ↗36  |

## Достопримечательности
В селе расположена недействующая Церковь Чуда Михаила Архангела (1803).